# Bolivia (pel·lícula)
Bolivia és una pel·lícula dramàtica argentina i holandesa de 2001 dirigida per Israel Adrián Caetano, el seu primer llargmetratge. El guió va ser escrit pel mateix Caetano, basat en la història de Romina Lafranchini. El film suposa el debut per Freddy Flores i Rosa Sánchez, entre altre.

## Argument
La pel·lícula, en la seva majoria sense trama, es limita a un cafè - bar en el barri de classe mitjana baixa Buenos Aires de Villa Crespo, amb pocs viatges a l'exterior.
Bolivia  conta la història de Freddy (Freddy Flores), un bolivià amb una disposició gentil que, després que els estatunidencs incendien els camps de coca on està ocupat, perd el seu treball. Amb poques oportunitats de treball a Bolívia, deixa a la seva esposa i les seves tres filles i viatja a l'Argentina per buscar ocupació com a treballador indocumentat. Espera guanyar diners i després tornar amb elles.
Ell aconsegueix un treball com a cuiner a la graella en un cafè tronat de Villa Crespo on el propietari brutal (Enrique Liporace) està feliç d'eludir les lleis d'immigrants argentines per assegurar mà d'obra barata.
És en aquest cafè on Freddy es troba amb els personatges que afecten la seva vida: Rosa (Rosa Sánchez), una cambrera de Paraguai i d'ascendència argentina; i un estrany en virtut de la seva herència mestissa; Héctor (Héctor Anglada), un venedor ambulant de la província de Còrdova que és gai; un taxista (Oscar Bertea), i un dels amics del conductor.
Freddy també ha de bregar amb diversos clients de cafès argentins que veuen a tots els paraguaians i bolivians amb desdeny degut al seu origen ètnic.

## Repartiment
- Freddy Flores com Freddy
- Rosa Sánchez com Rosa
- Oscar Bertea com Oso
- Enrique Liporace com Enrique Galmes
- Marcelo Videla com Marcelo
- Héctor Anglada com Héctor, el venedor
- Alberto Mercado com Mercado

## Rodatge

### Producció
La pel·lícula va ser finançada en part pel Hubert Bals Fund del Festival Internacional de Cinema de Rotterdam i l'INCAA ( Instituto Nacional de Cine y Artes Audiovisuales de l'Argentina ).
La filmació va ser una producció intermitent i va requerir tres anys de filmació discontínua. Va ser filmat en diferents dies i en diferents moments. Segons el director Caetano, mai va poder filmar durant més de tres dies seguits.

### Bases del film
Caetano va dir: "Quan vaig escriure el guió, el que em va interessar va ser la història; el tema del racisme no estava molt present. No obstant això, és inevitable que en abordar aquests personatges i establir la història en aquest estrat social en particular, hi hagi una sèrie de temes que apareixen sols i s'imposen".
Caetano creu que "el tema principal de la pel·lícula és la col·lisió entre persones de la mateixa classe social, són treballadors a punt de quedar exclosos de qualsevol classe i, per tant, són intolerants entre si. Bàsicament, són atrapats en una situació de la qual no poden escapar".

### Càsting
Caetano, en la moda del neorealisme, va utilitzar actors tant professionals com no professionals. Freddy Flores, el personatge principal, per exemple, és un actor no profesisonal.

## Distribució
La pel·lícula es va presentar per primera vegada en el Festival de Cinema de Canes al maig de 2001, on va guanyar el Premi a la Millor Pel·lícula per a Joves Crítics. Es va inaugurar en Països Baixos el 24 de gener de 2002 i a l'Argentina l'11 d'abril de 2002.
La pel·lícula també es va mostrar en diversos festivals de cinema, entre ells: el Festival Internacional de Cinema de Sant Sebastià, el Festival de Cinema de Londres, el Festival Internacional de Cinema de Rotterdam, el Festival Internacional de Cinema de Karlovy Vary, el Festivalissimo Montréal, les Cinémas d'Amérique Latine de Tolosa, el Festival Internacional de Cinema de Cleveland i el Festival de Cinema Film by the Sea.
Als Estats Units, a pel·lícula es va estrenar a la Ciutat de Nova York el 26 de febrer de 2003.

## Acolliment de públic i crítica
Al crític de cinema Elvis Mitchell, escrivint per a "The New York Times", li va agradar l'adreça de la pel·lícula, i va escriure: "El treball del Sr. Caetano és molt revelador i apassionant ... [i] té una integritat emocional que és concisa i directa ".
Els crítics de cinema Frederic i Mary Ann Brussat del lloc web Espiritualitat i pràctica van quedar commoguts per la història que van veure i van escriure: "Bolivia" és un drama fascinant de la vida ... [que] colpeja la marca amb la seva esquinçadora representació de la pobresa urbana i l'impacte divisiu i explosiu de l'odi als estrangers".
Manohla Dargis, crítica de cinema per  Los Angeles Times , argumenta que la pel·lícula  sub silento  informa del que està succeint a l'Argentina (en 2001) tant econòmica com culturalment. Ella va escriure: "La vida a Bolívia", una paràbola sobre l'Argentina contemporània, és encara més valenta que l'agitada cinematografia en blanc i negre de la pel·lícula ... [i la pel·lícula] ofereix personatges en un estat de crisi actual. aclaparats, financerament desemparats i espiritualment a la deriva, aquests són homes i dones per als qui l'economia del tanc és, finalment, la manifestació més òbvia d'un malestar més profund".
Actualment, la pel·lícula té una qualificació de "Fresc" del 100% en Rotten Tomatoes, basada en dotze ressenyes.

## Premis
Guanyadora
- 54è Festival Internacional de Cinema de Canes: Premi de la Crítica jove-Millor debut, Israel Adrián Caetano; 2001.
- Festival de Cinema de Londres: Premi de la crítica, Israel Adrián Caetano, per du direcció, el seu tractament d'un dels problemes socials de qualsevol ciutat del món; 2001.
- Festival Internacional de Cinema de Sant Sebastià 2001: Premi Hispano, Israel Adrián Caetano; 2001.
- Festival Internacional de Cinema de Rotterdam: Premi KNF, Israel Adrián Caetano; 2002..
- Asociación de Cronistas Cinematográficos de la Argentina: Premi Condor; Millor guió adaptat, Israel Adrián Caetano; Millor actor secundari, Enrique Liporace; 2003.
- VIII Mostra de Cinema Llatinoamericà de Lleida: Menció especial i premi al millor guió.[9]

Nominada
- Premi Còndor de Plataː Millor fotografia, Julián Apezteguia; millor muntatge, Lucas Scavino, Santiago Ricci; Millor pel·lícula; Millor actor novell Freddy Waldo Flores; 2003.